# شعب أفيتي
أفيتي هي مجموعة عرقية في شمال كردفان، السودان يتحدثون لغة أفيتي، التي يتحدثها حاليا أقل من 10 آلاف. هي جزء من شعوب اللغات النيلية الصحراوية وترتبط بلغة النيمانج. شعب الأفيتي يعيش في جبال النوبة، وهم جزء من قبيلة النوبة، ومعظمهم يعتنقون العقيدة الإسلامية.
ينضم إلى شعب أفيتي مجتمعات تتحدث اللغة العربية، فضلاً عن قرى لا تتحدث سوى اللغة النوبية الكردفانية. ورغم أن هذه القرى منفصلة حسب اللغة، إلا أن لغة أفيتي تأثرت بشكل متزايد باللغة العربية أو حتى حلت محلها.
"معظم شعب أفيتي ثنائي اللغة، وغالبًا ما نجد اللغة العربية كلغة أولى وليس ثانية. وتُستخدم اللغة الإقليمية، المعروفة باللهجة العربية السودانية العامية، في جميع الاتصالات الرسمية والإقليمية، وهو ما يفسر جزئيًا هذا التطور. إن العدد الصغير نسبيًا من المتحدثين، فضلاً عن الحرب في السودان، جعل هذه اللغة لا تحظى إلا بقليل من الاهتمام من جانب اللغويين الحاليين باستثناء رولاند سي ستيفنسون (ستيفنسون، روتلاند وجاكوبي 1992؛ بيندر 2000) الذي جمع المواد في الفترة 1986-1988."[بحاجة لمصدر]